# Tiestes
Tiestes (Tyestes, Thyestes) – król Myken w mitologii greckiej. Był synem Pelopsa i Hippodamei oraz bliźniaczym bratem Atreusa. Jego synem był Ajgistos.
Obaj bracia za namową matki zabili swojego przyrodniego brata Chrysipposa, a potem zbiegli na dwór króla Myken, Stenelosa, który pozwolił im rządzić w Midei. Tiestes związał się z córką dowódcy straży zamkowej, Lydią, z którą spłodził dwie pary bliźniąt: Aglaosa i Pelopię oraz Kallileona i Orchomenosa. Po śmierci Stenelosa królem Myken został jego syn Eurysteus, gdy ten jednak zginął w walce, zgodnie z wolą Stenelosa rządy miał objąć jeden z braci. Zgromadzenie ludu mykeńskiego obrało na nowego króla Atreusa, natomiast Tiestes został skazany na dożywotnie wygnanie, gdyż podstępnie ukradł bratu złote runo, wykorzystując do tego żonę Atreusa, Aerope, która była jego kochanką. Mściwy brat nie mógł znieść tej podwójnej zniewagi i wysłał za Tiestesem zabójcę Plejstenesa, jednak zamach nie powiódł się i morderca zginął.
Podstępnie więc zwabił Tiestesa, który znalazł schronienie wraz z rodziną w Tesprotii, do Myken i na uczcie podał mu do zjedzenia ciała jego trzech synów, a następnie kazał wnieść na tacy trzy głowy zamordowanych. Rozgniewani bogowie zesłali na całą Argolidę suszę, która wyniszczała plony i dziesiątkowała ludzi. Atreus zmuszony był wyruszyć na poszukiwanie brata, gdyż wyrocznia delficka orzekła, że susza minie jedynie wtedy, gdy Tiestes wróci do Myken. W dwunastym roku suszy synowie Atreusa znaleźli Tiestesa w Delfach, gdzie pojmali go i uprowadzili. W Mykenach Tiestes odnalazł córkę Pelopię, która została żoną swego stryja Atreusa. Syn zaś, którego Atreus uznał za swoje dziecko, w rzeczywistości okazał się synem Tiestesa. Ojciec Pelopii spotkał kiedyś kapłankę i, niemogąc oprzeć się jej urodzie, zgwałcił ją. Z kazirodczego związku narodził się Ajgistos. Pelopia popełniła samobójstwo. Ajgistos zaś za namową Tiestesa zabił Atreusa i oddał swojemu ojcu tron Myken.